# ルイ・レアール
ルイ・レアール（フランス語: Louis Réard，1897年 – 1984年9月16日）はフランスのファッションデザイナー。1946年にツーピースの水着であるビキニを発表したことで知られている。
自動車整備士であったレアールは、1940年頃にパリのフォリー・ベルジェールのそばで母親が営んでいた下着販売の仕事を継いだ。あるときサントロペのビーチを泳ぐ女性を観察していたレアールは、彼女たちが肌をきれいに焼くために水着の端をまくり上げていることに気がついた。胴体を露出するビキニのデザインは、この発見から生まれた。 
1946年5月、ジャック・エイム（en:Jacques Heim）がレアールに先駆けてツーピースの水着を発表し、それ以上分割できない「アトム」（原子）と名づけ、史上「最も小さい水着」として売り出した（とはいえエイムの水着のボトムは女性のへそが隠れるぐらい大きかった）。彼はパイロットを雇って地中海のリゾート地の上空に飛行機を飛ばし、「世界でいちばん小さい水着」という空中文字を描いてそのデザインを宣伝した。
レアールも負けじと自分がデザインしたビキニの製造を始めた。彼の水着はいわゆるストリング・ビキニで、新聞パターンをプリントしたわずか194平方センチメートル（30平方インチ）しかない三角の布4枚が紐でつながれているだけであった。レアールはメディアに披露するときのために、自分のデザインした水着をつけてくれるモデルを探したが、ふつうのモデルたちはビキニを着ようとしなかった。そのため彼はカジノ・ド・パリ出身で当時19歳であったヌードダンサーのミシュリーヌ・ベルナルディーニ（fr:Micheline Bernardini）をモデルに雇わざるをえなかった。
この水着の発表の直前の1946年7月1日に、アメリカがマーシャル諸島のビキニ環礁で原爆実験（クロスロード作戦）を実施した。このため、レアールは、その小ささと周囲に与える破壊的威力を原爆にたとえて（"like the bomb, the bikini is small and devastating"）、この水着を「ビキニ」と名付け、1946年7月5日、この時代に人気があった公共プールのピシン・モリトールで、メディアおよび一般に公開した。エイムに対抗してレアールも、フレンチ・リヴィエラの上空に、空中文字で「世界最小の水着よりも小さい」と描くパフォーマンスを行っている。
ツーピースの水着は少なくとも1930年代から着用されていたが、レアールのビキニは女性のへそが露出する初めての水着であったため、議論を呼んだ。
しかしビキニはヒット作となり、特に男性からは人気が高かった。モデルとなったベルナルディーニには50,000通あまりのファンレターが届いたという。ビーチで着られるようになったのはエイムのデザインした「アトム」のほうが早かったのだが、水着としてのカテゴリにはレアールの「ビキニ」の名がついた。レアールのビジネスは順調だったが、彼はその後の広告においてもビキニの神秘的な雰囲気を保つようにしており、ツーピースの水着であっても「結婚指輪をすり抜けられないなら」真のビキニではない、とうたっていた。
さらに売り上げを伸ばすために、レアールはV型8気筒エンジンのパッカードを購入し、コックピット、舷窓、錨、信号柱などマリンモチーフのモックをそなえた豪華なクルーザー風の「ロードヨット」に改造した。彼はこの車を宣伝カーとして活用し、1950年代後半のツール・ド・フランスではビキニを着た娘たちを載せて競技選手の後を追わせた。まだフランスがこうしたファッションに寛容ではない時代のことであり、たいへんなセンセーションを巻き起こした。
レアールはその後パリに店を構え、40年間にわたり水着を販売した。1980年、彼は妻のマルセルとともにスイスのローザンヌ地方に移り、87歳でこの世を去った。